# Léo Ferré chante Baudelaire
Albums de Léo Ferré
Cette chanson
(1967) L'Été 68
(1969)
Léo Ferré chante Baudelaire est un double album de Léo Ferré paru en 1967, année du centenaire de la mort de Charles Baudelaire. C'est le deuxième album que Ferré consacre à ce poète, après Les Fleurs du mal en 1957 et avant Les Fleurs du mal (suite et fin) en 1977.
Avec cinquante-cinq poèmes devenus des chansons, Baudelaire est le poète que Léo Ferré a le plus abondamment mis en musique.

## Historique
Léo Ferré compose cet album durant le premier semestre de l'année 1967, dans sa demeure lotoise du château de Pechrigal.
Comme pour Verlaine et Rimbaud, son précédent double album consacré aux poètes, Ferré aboutit vingt-quatre titres. Il les enregistre en juin 1967, au studio Barclay de l'avenue Hoche à Paris, entouré de ses collaborateurs habituels.

## Réception et postérité
« Spleen » a été reprise par Catherine Sauvage (1968). Yves Montand reprend « Les Bijoux » (1981). « La Servante au grand cœur » est chantée en 1998 par Michel Hermon. « Le Vin de l'assassin » a été reprise par Manu Lann Huel et Christophe Bell Œil (2003). « L'Albatros » par le groupe italien Têtes de bois (it) (2003). « L'Étranger » a été reprise par la chanteuse Sapho (2006).
En 2010, le chanteur lyrique Marc Boucher et le pianiste Olivier Godin reprennent « La Musique » dans un album de mélodie française intitulé Les Fleurs du mal : de Fauré à Ferré.
En 2024, la chanteuse jazz Charlotte Planchou reprend L'Albatros accompagnée par le pianiste Mark Priore.

## Titres
Textes de Charles Baudelaire. Musiques de Léo Ferré.
Léo Ferré change certains titres de poèmes par souci de clarté et d'efficacité, ou dans le cas de titres identiques pour différents poèmes, ne précise pas duquel il s'agit. Les incipits originaux sont donnés entre parenthèses quand il y a lieu.
| 1. | Spleen (Spleen IV - « Quand le ciel bas et lourd pèse comme un couvercle ») | 3:54 |
| 2. | À une Malabaraise                                                           | 2:30 |
| 3. | Épigraphe (Épigraphe pour un livre condamné)                                | 0:51 |
| 4. | L'Étranger                                                                  | 2:43 |
| 5. | Tu mettrais l'univers (« Tu mettrais l'univers entier dans ta ruelle »)     | 2:52 |
| 6. | Le Chat (Le Chat - « Dans ma cervelle se promène »)                         | 4:34 |

| 7.  | Le Soleil                                                                         | 3:06 |
| 8.  | Le Vin de l'assassin                                                              | 2:23 |
| 9.  | L'Albatros                                                                        | 2:22 |
| 10. | À une passante                                                                    | 2:10 |
| 11. | Le Flacon                                                                         | 3:18 |
| 12. | La Servante au grand cœur (« La servante au grand cœur dont vous étiez jalouse ») | 3:19 |

| 13. | Abel et Caïn     | 2:10 |
| 14. | La Géante        | 2:12 |
| 15. | Remords posthume | 1:32 |
| 16. | Les Bijoux       | 4:00 |
| 17. | La Musique       | 1:49 |
| 18. | La Beauté        | 2:26 |

| 19. | Causerie                              | 2:11 |
| 20. | Recueillement                         | 2:30 |
| 21. | La Muse vénale                        | 1:22 |
| 22. | Ciel brouillé                         | 2:27 |
| 23. | Une charogne                          | 2:25 |
| 24. | Le Vert Paradis (Mœsta et Errabunda ) | 3:55 |

## Production
- Arrangements et direction musicale : Jean-Michel Defaye
- Prise de son : Gerhard Lehner
- Supervision : Jean Fernandez
- Crédits visuels : Vanni Tealdi (illustration édition originale, à partir d'une photographie d'Hubert Grooteclaes), Charles Szymkowicz (illustrations & graphisme, deuxième édition vinyle)